# アンバランゴダ
アンバランゴダ（英語: Ambalangoda）は、スリランカ南部州ゴール県の町。仮面博物館で有名。コロンボから南へ約107キロメートルの位置にあり、標高は海抜13メートル。

## 交通
1894年に設置されたスリランカ鉄道コーストラインのアンバランゴダ駅からコロンボやゴールへ行くことができる。また、南部高速道路も近くを走っている。

## 歴史
後背地にシナモンが豊富にあったことから、18世紀にはオランダ東インド会社の拠点として活用された。浜辺を見下ろす小さな崖の上にはオランダ人高官のための住居が建設され、彼らはそこからゴールやコロンボへと移動した。また、イギリス提督フレデリック・ノースが1803年にセイロンを訪れた際、この町のレストハウスに宿泊したと報告がある。

## 伝統産業
この町は、木製の仮面や人形の生産で有名である。この仮面は、湿地で生育する地元の木（カドゥル）を削って作られ、伝統舞踊や演劇で使用される。
大きく3種類の伝統舞踊がある。伝統的なスリランカの植民地生活を伝えるコーラム、病気の人に対して悪魔払いとして用いられたサンニ、祭りで踊られたラクシャである。地元の人形劇では悲劇や喜劇などが演じられた。

## 主な出身人物
- サラット・フォンセカ - 軍人。スリランカ陸軍元司令官。

## 名所
- アンバランゴダ仮面博物館